# Carex mokkwaensis
Carex mokkwaensis là một loài thực vật có hoa trong họ Cói. Loài này được Akiyama mô tả khoa học đầu tiên năm 1955.